# Szczodrzeniec szorstki

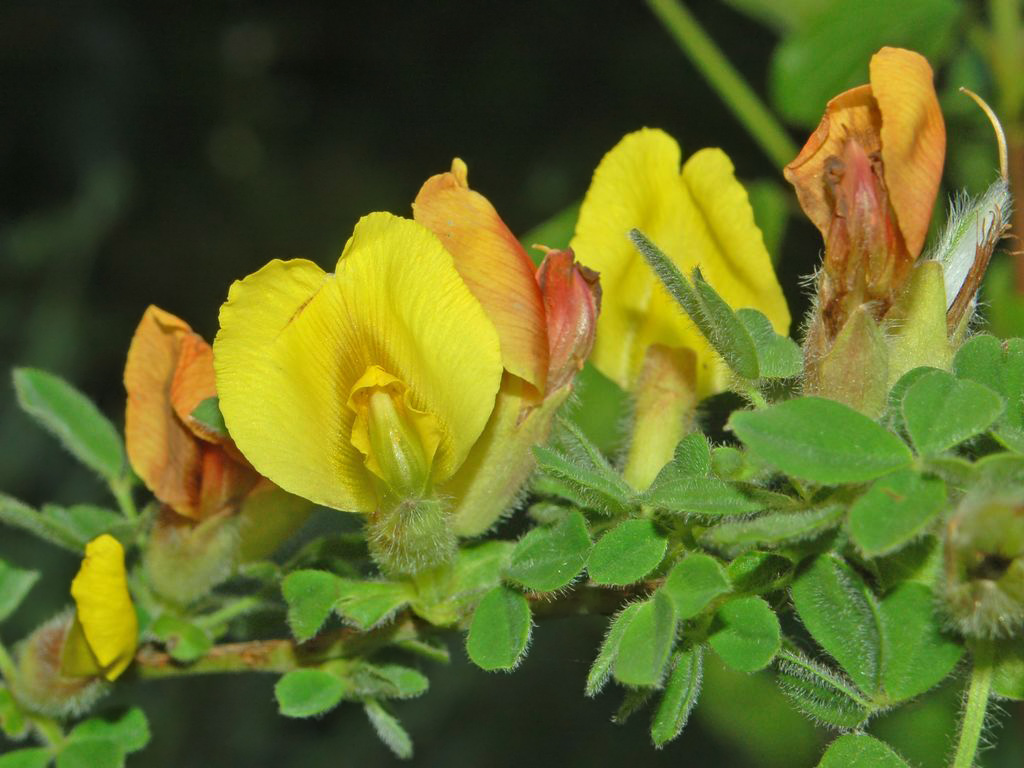
Kwiaty

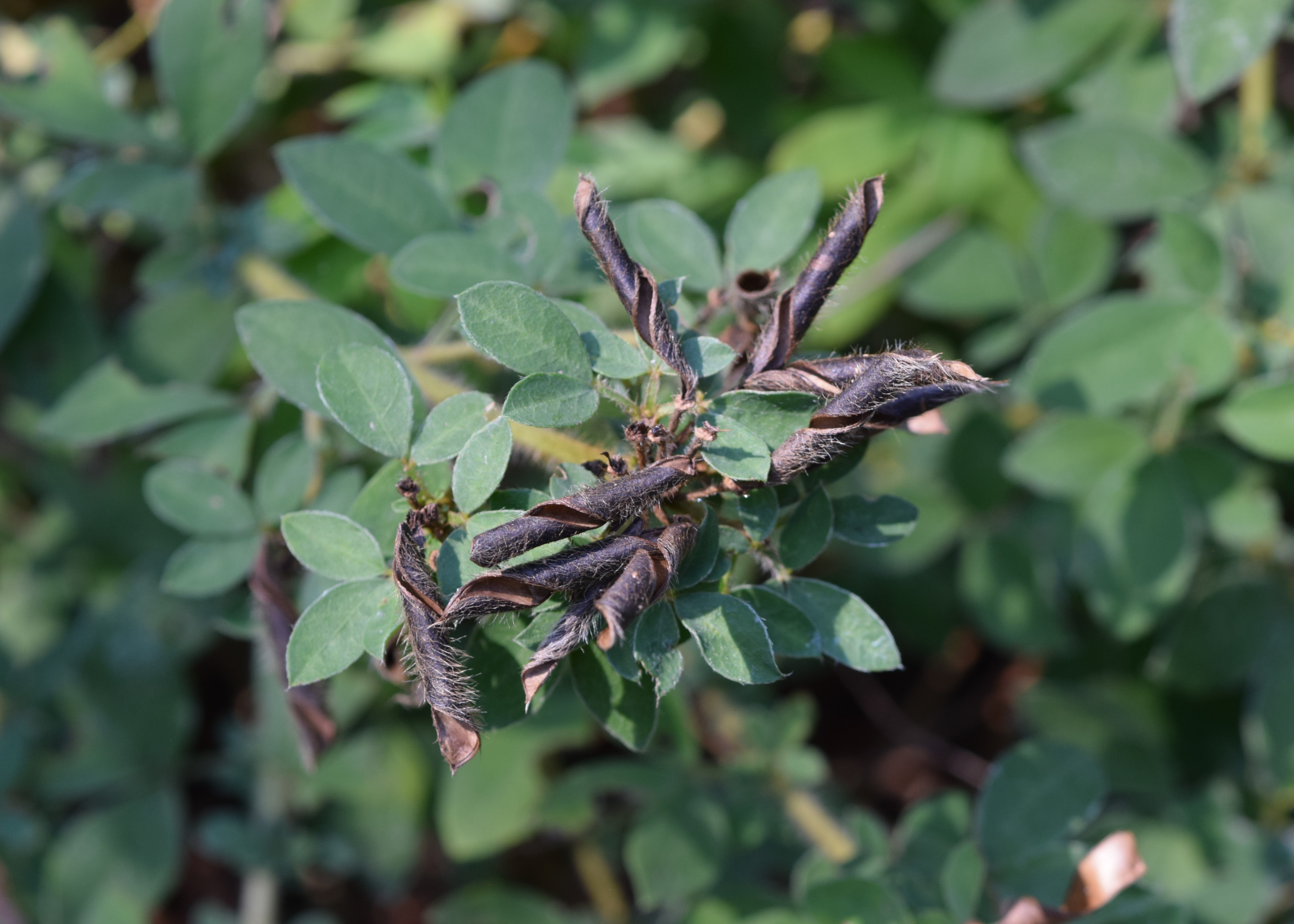
Owoce

Szczodrzeniec szorstki, szczodrzeniec włochaty (Cytisus hirsutus L.) – gatunek roślin należący do rodziny bobowatych.

## Nazewnictwo
Gatunek o kontrowersyjnej pozycji taksonomicznej. Według „The Plant List” jest to Cytisus hirsutis L., według GRIN Chamaecytisus hirsutus (L.) Link. W Krytycznej liście roślin naczyniowych Polski wymieniony jest pod tą drugą nazwą.

## Rozmieszczenie geograficzne
Na stanowiskach naturalnych występuje w Turcji, Europie Środkowej (Austria, Czechosłowacja, Węgry, Szwajcaria), Europie Południowowschodniej (Albania, Bułgaria; Jugosławia, Grecja, Włochy, Rumunia) oraz we Francji. Wymieniony jest w „Roślinach polskich”, jednakże na terenie Polski na stanowiskach naturalnych nie występuje Uprawiany jest w niektórych ogrodach botanicznych.

## Morfologia
PokrójKrzewinka o wysokości do 60 cm lub krzew o wysokości do 1 m.
ŁodygaGałązki wyprostowane i odstająco owłosione.
Liście3-listkowe, o listkach kształtu eliptycznego do odwrotnie jajowatego, długości 1,6–3,5 cm. Na górnej stronie są nagie, na stronie spodniej są z rzadka odstająco owłosione.
KwiatyZebrane po 1–4 w ulistnionych nibygronach na zeszłorocznych gałązkach. Mają złocistożółty, nagi żagielek. Kielich kwiatów odstająco owłosiony. Często na żagielku występują czerwonobrązowe plamki.
OwocOdstająco owłosione strąki o długości 2,5–4 cm.
Gatunki podobneNajbardziej podobny jest szczodrzeniec ruski (Chamaecytisus ruthenicus), który również ma owłosione gałązki i kielich kwiatów, ale słabiej i przylegająco.

## Biologia i ekologia
Roślina wieloletnia, nanofanerofit, chamefit. Kwitnie od kwietnia do maja, kwiaty zapylane są przez owady. Występuje w świetlistych lasach, zaroślach i na skalistych zboczach. W krajach śródziemnomorskich jest gatunkiem charakterystycznym dla suchych zarośli i lasów, w których dominuje dąb omszony. Jest trujący.